# Будинок Кучерського
Будинок Кучерського (м. Черкаси, вул. Гоголя) — знаходився на вулиці Гоголівській у центральній частині Черкаси.

## Історія
У 1905 р. — збудований на гроші багатого міщанина мецената Кучерський.
Перед 1917 р. будинок придбав одеський кондитер, уродженець с. Мошни Свиченко, а за нової влади, у травні 1918 р., у ньому розмістилася експозиція історико-педагогічний музей імені Шевченко (прихильники старих порядків називали його повітовим краєзнавчим). У 1985 р. музей переїхав у нову споруду. Будинок Кучерського був знесений. На його місці закладений театральний сквер. Зараз там побудований житловий будинок.